# Championnats du monde de kayak-polo 2006
Navigation
Édition précédente Édition suivante
Les championnats du monde de kayak-polo de 2006 se sont déroulés du 9 au 13 août à Amsterdam, aux Pays-Bas.

## Résultats
L'équipe de France masculine remporte le titre après une victoire 5-4 (après prolongations) en finale face à l'Italie.
| Catégorie     | Médaille d'or | Médaille d'argent | Médaille de bronze |
| ------------- | ------------- | ----------------- | ------------------ |
| Sénior Hommes | France        | Italie            | Pays-Bas           |
| Sénior Dames  | Allemagne     | Nouvelle-Zélande  | Pays-Bas           |
| Espoir Hommes | France        | Pays-Bas          | Espagne            |

## Équipe de France championne du monde
- Thibault Salbaing - Canoë-Kayak Club Agenais (Lot-et-Garonne)
- Romain Guesdon - Canoë-club d'Avranches (Manche)
- Simon Guillotin - Canoë Kayak Club Acigné (Ille-et-Vilaine)
- Luc Chardine - ASEV CK Condé sur Vire - (Manche)
- Martin Lelièvre - Kayak club de Thury-Harcourt - (Calvados)
- Martin Brodoux - Canoë-Kayak Club Agenais - (Lot-et-Garonne)
- Corentin Hébert - Kayak club de Thury-Harcourt - (Calvados)
- Adrien Hurel - Canoë-club d'Avranches - (Manche)